# Dallas Contemporary
Dallas Contemporary — музей современного искусства в Далласе (штат Техас, США). Основан в 1978 году.

## Описание
Dallas Contemporary не собирает собственную коллекцию произведений искусства, а предоставляет площадку для региональных и международных художников. Учреждение организует выставки, лекции, образовательных программ и мероприятия. Основная аудитория музея — жители столичного региона Даллас — Форт-Уэрт (англ.) и смежные районы юго-запада США.
Dallas Contemporary является единственным двуязычным[каким?] учреждением современного искусства и культуры в Техасе.. Музей открыт для публики со вторника по воскресенье, посещение бесплатное.. Музей зарегистрирован как некоммерческая благотворительная организация.

## История
Dallas Contemporary в 1978 году основала Патрисия Мидоуз. Первоначальным его названием было D’Art Visual Arts Center. Вновь созданный музей проводил ежегодные выставки произведений искусства, созданных его художниками, и предлагал аренду выставочных площадей для начинающих авторов. В течение следующих нескольких лет музей расширил доступ к своим площадям и начал проводить выставки сторонних художников из Техаса. В конечном итоге Dallas Contemporary стал площадкой для произведений всех видов современного искусства и обеспечил техасским художникам место на мировой сцене. Dallas Contemporary следует европейской модели кунстхалле, предоставляя возможность заявить о себе начинающими художниками из всех слоев общества.

### Здание
Музей занимает здание площадью более 3400 м², расположенное в районе Dallas Design District, в 2,4 км к северу от центра города. Построенное в 1950-х годах, здание использовалось в промышленных целях, а в 2010 году подарено музею и перепроектировано в соответствии с его потребностями. Реновацию пространства провёл архитектор Эдвард М. Баум, превративший здание в один из крупнейших кунстхалле в Соединенных Штатах.
Первым владельцем здания была компания Grinnell Fire Protection. Затем его приобрела компания United Metal, использовавшая его для сталелитейного производства. Компания поставляла металлоконструкции для многих высотных зданий, футбольных полей и американских горок столичного региона. Внутри здания по-прежнему присутствуют некоторые промышленные элементы, в том числе оригинальные балки, стропильные конструкции, раздвижные двери, полы и водостоки, а также погрузочный док, перегрузочный мост и промышленные весы.

## Значимые выставки
В выставках музея принимали участие такие художники как Ник Никосия (2006); Вернон Фишер (2009), Джеймс Гилберт (2010), Мишель Верьюкс (2011), Юрген Теллер (2011), Роб Прюитт (2011), Инес Ван Ламсверде и Винудх Матадин (2012 год), Уолтер Ван Бейрендонк (2013), Ричард Филлипс (2014), Джулиан Шнабель (2014), Марио Тестино (2014), Нейт Лоуман (2015), Надя Кааби-Линке (2015 год), Дэвид Салле (2015).
В 2016—2017 года экспонировались работы Ауры Сатц (2016), Джеффы Зилмы (2016), Дэны Колены (2016), Хельмуты Лангы (2016), Паолы Пиви (2016), Лаэрсио Редондо (2016), Педро Рейеса (2016), Брюса Вебера (2016), Джона Хоука (2016), Росса Блекнера (2016); Амбрин Батт (2017); Кира Танчака (2017); Пиа Камил (2017), Макдермота и Макгафа (2017), Кики Смит (2017).
Среди тематические выставок можно выделить «Феминизм черных овец: искусство сексуальной политики» (Black Sheep Feminism: The Art of Sexual Politics, 2016) и «Невидимые города: азиатские движущиеся изображения» (Invisible Cities: Asian Moving Images, 2017).
Помимо выставок на своих площадях, Dallas Contemporary организовал несколько публичных арт-проектов на улицах Далласа. Сохранились произведения граффити и стрит-арта, выполненные Sour Grapes, Шепардом Фейри, JM Rizzy, Майклом Зибеном, и FAILE.

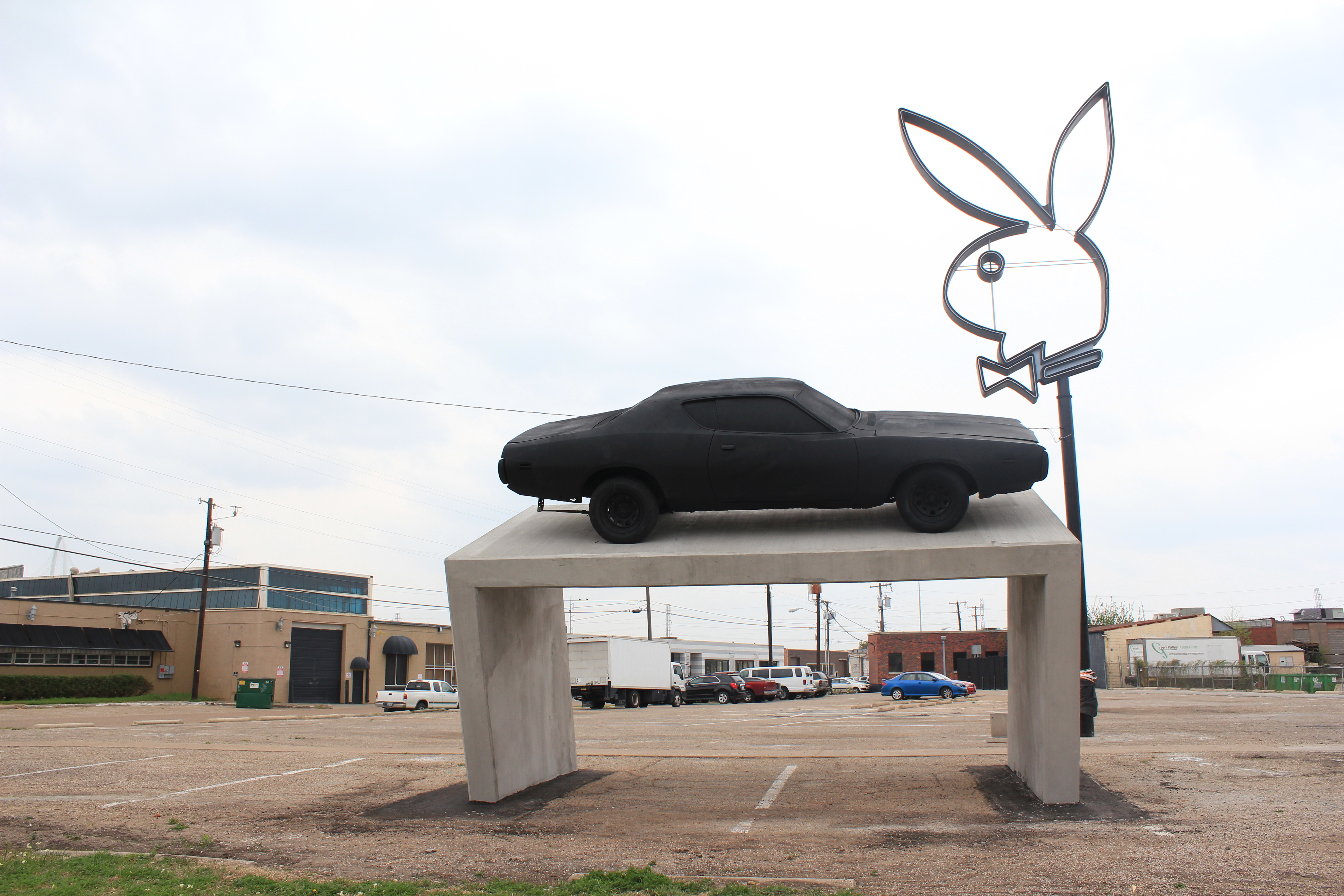
Скульптура Ричарда Филлипса Playboy Marfa, установленная в Dallas Contemporary (2014—2017)

## Образовательные программы
- «DC School Tours» — программа для учащихся, основанная на изучении произведений, выработке мнения о нём и его выражении. Проводятся как разговор об искусстве, а не лекция о фактах и датах.
- «Chit Chat» — серия бесед с художниками музея.
- «The Renaissance Programme» — девятимесячная стажировка для начинающих музейных специалистов. Программа использует междисциплинарный подход к музейной практике с акцентом на проектах, связанных с выставками, образованием, развитием и мероприятиями.
- «DC Summer Institute for Young Artists» — программа для учащихся средних и старших классов, позволяющая её участникам экспериментировать с художественными приемами и обсуждать искусство с профессиональными художниками.